# Puerto Deseado
Puerto Deseado, coloquialment Deseado, i originalment anomenada Port Desire, és una ciutat d'uns 15.000 habitants i un port pesquer a la Patagònia, a la província de Santa Cruz, a l'Argentina, a l'estuari del riu Deseado. És la capital del departament Deseado. La costa compta amb paisatges espectaculars i colònies de fauna marina a prop de la ciutat.

## Història

Puerto Deseado segons el navegant neerlandès Olivier van Noort, gravat del 1599.

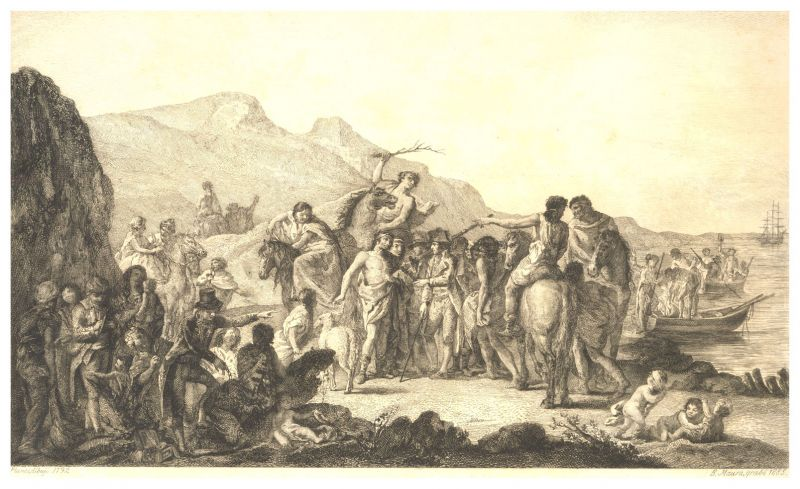
L'Expedició Científica Malaspina rebuda pels maputxes Tehuelche a Deseado (1789). Museus de Tenerife

Durant la primera volta al món, protagonitzada per l'imperi Espanyol, el març de 1520 l'expedició de Magalhães-Elcano entra a l'estuari arran d'un fort temporal de vent.
Dins de les pretensions d'Anglaterra sobre els territoris espanyols del virregnat del Perú, el 17 de desembre de 1586, el corsari anglès Thomas Cavendish va entrar a l'estuari amb els seus vaixells, entre ells el Desire. D'aquí el nom de Port Desire. Van trobar la resistència dels indígenes, resultant ferits de fletxa diversos tripulants. Als deu dies van abandonar el lloc i van tornar a Anglaterra el 1588. El 1591 Cavendish va armar una altra expedició amb cinc vaixells entre els quals hi havia el Leicester Galleon i el Desire, capitanejat per John Davis. Després de saquejar Santos a l'Estat del Brasil, les condicions hivernals de l'estret de Magallanes van dispersar la flota. El 20 de maig de 1592 el Desire i el Black Pinnace van arribar a Port Desire. L'expedició, delmada en efectius, va tornar a Anglaterra sent sorpresos per una tempesta a l'illa Pingüino i passant per les illes Malvines.
Els intents annexionistes d'Anglaterra no van cessar, i el 1670 la fallida expedició a Xile comandada per John Narborough va arribar a Port Desire, reclamant el territori per al Regne d'Anglaterra. Davant l'intent de John Byron d'establir-se el 1765 a les illes Malvines, el 1770 el recentment establert virregnat del Riu de La Plata va enviar una flota per expulsar-lo. La corbeta anglesa Swift va retornar a Port Desire, però es va enfonsar en copejar en una roca.
El 1789 van arribar a Puerto Deseado les dues naus de l'expedició científica Malaspina, l'Atrevida i la Descubierta. El 20 d'abril de 1780, l'expedició de l'andalús Antonio de Viedma que hauria de fundar la Nueva colonia y fuerte de Floridablanca, va establir un assentament a la riba sud de la ria. Aquest va durar set mesos, va arribar a comptar amb més de cent vint habitants inclosos els marins i va arribar a comptar amb hospital per als malalts d'escorbut, ferreria, forn de fleca, cases i el fort de fusta. El poblat es va construir amb tot el necessari, des de forn de pa a amarrador, capella, hospital, camps de cultiu i els forts Todos Santos i San Carlos, que complien funcions de presidi per a administració i defensa del territori. L'absència de balenes i la limitació a l'explotació del llop i lleó marí, les desercions de la població i la constant necessitat de subministraments va fer que la Reial Companyia Marítima abandonés Deseado el 1803 i el presidi el 1807, època de la invasió britànica.
En època de la Confederació Argentina, el 23 de desembre de 1833 va arribar a Puerto Deseado el HMS Beagle, on es trobava el naturalista Charles Darwin realitzant estudis hidrogràfics.
La tercera fundació de Deseado es deu al fet que el 1882 Antonio Oneto va realitzar estudis hidrogràfics, descrivint el riu amb un cabal total només de 330 litres per segon. Arran d'aquest estudi, el 1883 va proposar al Ministre de l'Interior Irigoyen l'establiment de 25 famílies de colons. A aquest efecte el govern va obrir dos registres: un per a Puerto Deseado i un altre per a Santa Cruz, amb lliurament de terres, eines i crèdits, a més la gratuïtat dels passatges.